# Гуменюк Галина Денисівна
Галина Денисівна Гуменюк (нар. 8 січня 1937, с. Степанівка, Чемеровецький район, Кам'янець-Подільська область, УРСР, СРСР) — українська науковиця, кандидат біологічних наук (1969), доктор сільськогосподарських наук (1996), професор (2006) Національного університету харчових технологій. Лауреатка Державної премії України в галузі науки і техніки (1985). Нагороджена Нагрудним знаком Держстандарту України «За заслуги в стандартизації, метрології, сертифікації та акредитації» (1998).

## Життєпис
Галина Гуменюк народилася 8 січня 1937 року в селі Степанівка, Чемеровецького району на Хмельниччині. Після закінчення школи працювала в селі Смотрич секретаркою прокуратури, а від листопада 1956 року — завідувачкою загального відділу районного комітету ЛКСМ України. Заочно навчалася на зоотехнічному факультеті Кам'янець-Подільського сільськогосподарського інституту. Після закінчення інституту, у 1962 році, працювала в навчально-дослідному господарстві на посаді зоотехніка з племінної роботи.
У 1966—1969 роках навчалася в аспірантурі Української сільськогосподарської академії на кафедрі відгодівлі сільськогосподарських тварин. Захистила кандидатську дисертацію у 1969 році.
З 1970 року працювала в Українській філії Всесоюзного науково-дослідного інституту комбікормової промисловості (від 1992 року — Київський інститут хлібопродуктів) старшим науковим співробітником, завідувачем лабораторії якості сировини та готової продукції. Від 2001 року — завідувач кафедри стандартизації та сертифікації сільськогосподарської продукції Національного аграрного університету в Києві. Займалась оцінкою якості сировини та готової продукції. Працювала над удосконаленням системи контролю якості сировини і комбікормів, розробила ряд прискорених і експерс-методів, які покладено в основу державних стандартів. Під її керівництвом розроблено способи переробки відходів різних виробництв харчової промисловості та отримано 6 нових видів високобілкових кормів. З 1992 року займалась стандартизацією продукції борошно-круп'яного та комбікормового виробництва, зернових культур, методів контролю якості та безпечності, які гармонізовані з міжнародними та європейськими, а також стандартизацією термінології цих виробництв.
З 2001 року викладала в Національному університеті біоресурсів та природокористування України, була першою завідувачкою кафедри стандартизації та сертифікації сільськогосподарської продукції (2001—2008 та 2011—2015). В проміжок з 2008 по 2011 роки працювала професором цієї кафедри.

## Доробок
Галина Гуменюк опублікувала 10 книг, 4 монографії, 5 брошур, 75 стандартів, 152 наукові статті, отримала 10 авторських свідоцтв на винаходи. Під керівництвом Галини Гуменюк розроблено та прийнято до впровадження 75 національних та міждержавних стандартів.

### Вибрані праці
- Стандартизація. Міністерство освіти і науки України, Національний університет харчових технологій. — Херсон: Олді-плюс, 2017. — 327 с. ISBN 978-966-289-130-0
- Міжнародна і регіональна стандартизація: навч. посіб. Національний університет біоресурсів і природокористування України. — Київ: Кондор-Видавництво, 2015. — 469 с. ISBN 978-966-2781-92-2
- Науково-практичні засади виробництва органічної продукції. Національний університет водного господарства та природокористування. — Рівне: Червінко А. В., — 2015. — 261 с. : рис. ISBN 978-617-7086-10-8
- Міжнародна і регіональна стандартизація: навчальний посібник. Національний університет біоресурсів і природокористування України. — Київ: Кондор, 2014. — 470 с. ISBN 978-966-2781-92-2
- Впровадження вимог сот у законодавстві України про стандартизацію, сертифікацію та акредитацію. Науковий вісник Національного університету біоресурсів і природокористування України. Серія: Ветеринарна медицина, якість і безпека продукції тваринництва. — 2013. — Вип. 188(4). — С. 116—121.
- Міждержавна стандартизація: перспективи розвитку. Науковий вісник Національного університету біоресурсів і природокористування України. Серія: Ветеринарна медицина, якість і безпека продукції тваринництва. — 2013. — Вип. 188(4). — С. 121—125.
- Шляхи удосконалення нормативної бази України на зернові, бобові культури та продукти їх переробки. Науковий вісник Національного університету біоресурсів і природокористування України. Серія: Агрономія. — 2012. — Вип. 176. — С. 306—311.
- Методичні вказівки до вивчення дисципліни «Міжнародна стандартизація та сертифікація технологій, сировини і готової продукції» для денної та заочної форми навчання, спеціальності 8.09010501 — захист рослин, 8.04010601 — екологія та охорона навколишнього середовища, 8.05140105 — екологічна біотехнологія та біоенергетика. Національний університет біоресурсів і природокористування України; Видавничий центр НУБіП України, 2012. — 55 с.
- Методичні вказівки до вивчення дисципліни «Міжнародна стандартизація та сертифікація технологій, сировини і готової продукції» для денної та заочної форми навчання, спеціальності 8.01010601 — Соціальна педагогіка, 8.18010021 — Педагогіка вищої школи. Національний університет біоресурсів і природокористування України. Видавничий центр НУБіП України, 2012. — 47 с.
- Методичні вказівки до вивчення дисципліни «Міжнародна стандартизація тасертифікація технологій, сировини і готової продукції» для денної та заочної форми навчання, спеціальність 8.150101 — «Державна служба». Національний університет біоресурсів і природокористування України; — К.: Видавничий центр НУБіП України, 2010. — 55 с.
- Нові види сировини для виробництва комбікормів та удосконалення системи контролю якості. УААН, Інститут тваринництва. — К., 1996. — 48 с.

## Нагороди, премії та звання
- Державна премія України в галузі науки і техніки (1985, Розробка методів регуляції біосинтетичних процесів у організмі та впровадження створених на їх основі способів підвищення продуктивності сільськогосподарських тварин);
- Кандидат біологічних наук (1969);
- Доктор сільськогосподарських наук (1996);
- «За заслуги в стандартизації, метрології, сертифікації та акредитації» (Нагрудний знак Держстандарту України, 1998);
- Професорка (2006).